# Hexatoma interlineata
Hexatoma interlineata är en tvåvingeart som beskrevs av Alexander 1934. Hexatoma interlineata ingår i släktet Hexatoma och familjen småharkrankar. Inga underarter finns listade i Catalogue of Life.